# 関重広
関 重広（せき しげひろ、1892年9月6日 - 1982年2月13日 ）は、日本の電気工学者、社会事業家、工学博士、専門は照明工学。「照明の父」といわれる。

## 来歴
広島県出身（本籍は神奈川県小田原市）。海軍少将関重忠(1863-1945)の子。母は男爵渡辺清の娘文子（1872年生）。祖父は小田原藩士で、幕末の佐幕運動家関重麿。東京帝国大学工学部電気工学科卒業。母が早くに亡くなり、父の後妻として佐賀藩士から官僚になった西岡逾明（1835-1912）の娘・喜美子が入った。
東京芝浦電気（現・東芝）に入社し、日本で初めて蛍光灯照明を開発し、その実用化を成功させる。戦後、関東学院大学教授をつとめる傍ら、妻真理子の伯父石井亮一が創立し、実の伯母石井筆子が学園長をつとめた日本初の知的障害者教育・福祉施設滝乃川学園の理事長（第6代）に就任、13年間つとめた。また、出身地の小田原女子短期大学学長もつとめ、郷里の教育振興に貢献した。
著書に『照明工学』、『照明学入門』などがある。
音楽学者の奥村美恵子（小田原女子短期大学教授）は娘である。